# Stampo pilota
Lo stampo pilota è una tipologia di stampo per costruire oggetti in plastica, realizzato con materiali più facilmente e velocemente lavorabili (ad esempio l'alluminio) rispetto all'acciaio comunemente utilizzato.
In confronto ad uno stampo tradizionale in acciaio, lo stampo pilota è uno stampo di "prova" più economico e di rapida realizzazione, tipicamente preliminare alla costruzione di uno stampo definitivo in acciaio; esso ha il solo scopo di stampare pochi pezzi (non avendo un sistema di raffreddamento si surriscalda rapidamente) e di verificare la fattibilità di un medesimo stampo definitivo in acciaio.